# Merkel (Teksas)
Merkel – miasto w Stanach Zjednoczonych, w stanie Teksas, w hrabstwie Taylor.